# Ніко, 1988
«Ніко, 1988» (італ. Nico, 1988) — італо-бельгійський біографічний фільм 2017 року, поставлений режисеркою Сюзанною Нік'яреллі про останній рік життя легендарної Ніко.
Світова прем'єра відбулася 30 серпня 2017 року на 74-му Венеційському міжнародному кінофестивалі, де фільм брав участь у програмі секції «Горизонти» та отримав премію за найкращий фільм. У 2018 році стрічка була номінована у 8-ми категоріях на здобуття італійської національної кінопремії «Давид ді Донателло», у тому числі за найкращий фільм, та отримала 4 нагороди .

## Сюжет
Співачка і музикант Ніко, якій уже майже 50 років, живе відокремлено від світу в Манчестері. Це зовсім не те життя, яке вона вела в 1960-і роки, коли вона була моделлю дивовижної краси, музою Воргола та вокалісткою культової групи The Velvet Underground.
Тепер її не хвилюють ні зовнішність, ні кар'єра, проте новий менеджер Річард умовляє Ніко вирушити в турне Європою. Одночасно Ніко налагоджує стосунки з сином, довіру якого вона давно втратила. Унікальна, безкомпромісна Ніко знову знаходить себе і як музикантка, і як матір, і як жінка.

## У ролях
| • Трине Дюргольм      | … | Ніко      |
| • Джон Гордон Сінклер | … | Річард    |
| • Анамарія Марінка    | … | Сільвія   |
| • Шандор Фунтек       | … | Арі       |
| • Томас Трабаккі      | … | Доменіко  |
| • Каріна Фернандез    | … | Лаура     |
| • Келвін Демба        | … | Алекс     |
| • Франческо Колелла   | … | Франческо |
| • Метт Патрезі        | … |           |

## Знімальна група
- Автор сценарію — Сюзанна Никк'яреллі
- Режисер-постановник — Сюзанна Нікк'яреллі
- Продюсери — Валері Борнонілль, Марта Донзеллі, Грегоріо Паонесса, Джозеф Росчоп
- Виконавчий продюсер — Алессіо Ладзарескі
- Асоційований продюсер — Філіпп Логі
- Лінійні прродюсери — Серена Альф'єрі, Карім Чім
- Оператор — Кристель Форньє
- Композитор — Gatto Ciliegia Contro il Grande Freddo
- Монтаж — Стефано Краверо
- Художники-постановники — Ігор Гебріел, Алессандро Ваннуччі
- Художники з костюмів — Франческа Веккі, Роберта Веккі
- Підбір акторів — Франческа Борромео

## Нагороди та номінації
| Список нагород та номінацій            | Список нагород та номінацій | Список нагород та номінацій                            | Список нагород та номінацій                                                        | Список нагород та номінацій | Список нагород та номінацій |
| Кінофестиваль/Кінопремія               | Рік                         | Категорія                                              | Номінант(и)                                                                        | Результат                   | Дж                          |
| -------------------------------------- | --------------------------- | ------------------------------------------------------ | ---------------------------------------------------------------------------------- | --------------------------- | --------------------------- |
| Венеційський міжнародний кінофестиваль | 2017                        | Премія «Венеційські горизонти» за найкращий фільм      | Ніко, 1988                                                                         | Перемога                    |                             |
| Венеційський міжнародний кінофестиваль | 2017                        | Спеціальна премія Франческо Пазінетті                  | Ніко, 1988                                                                         | Перемога                    | [ 8 ]                       |
| Європейський кінофестиваль в Лез-Арк   | 2017                        | Гран-прі журі                                          | Ніко, 1988                                                                         | Перемога                    |                             |
| Європейський кінофестиваль в Лез-Арк   | 2017                        | Премія «Кришталева стріла» за найкращий художній фільм | Ніко, 1988                                                                         | Номінація                   |                             |
| Премія «Давид ді Донателло»            | 21.03.2018                  | Найкращий фільм                                        | Ніко, 1988                                                                         | Номінація                   | [ 4 ] [ 5 ]                 |
| Премія «Давид ді Донателло»            | 21.03.2018                  | Найкращий оригінальний сценарій                        | Сюзанна Нікк'яреллі                                                                | Перемога                    | [ 4 ] [ 5 ]                 |
| Премія «Давид ді Донателло»            | 21.03.2018                  | Найкращий продюсер                                     | Марта Донзеллі, Грегоріо Паонесса, Джозеф Росчоп, Валері Борнонілль                | Номінація                   | [ 4 ] [ 5 ]                 |
| Премія «Давид ді Донателло»            | 21.03.2018                  | Найкраща музика до фільму                              | Gatto Ciliegia Contro il Grande Freddo                                             | Номінація                   | [ 4 ] [ 5 ]                 |
| Премія «Давид ді Донателло»            | 21.03.2018                  | Найкращий грим                                         | Марко Альтієрі                                                                     | Перемога                    | [ 4 ] [ 5 ]                 |
| Премія «Давид ді Донателло»            | 21.03.2018                  | Найкращі зачіски                                       | Даніела Альтієрі                                                                   | Перемога                    | [ 4 ] [ 5 ]                 |
| Премія «Давид ді Донателло»            | 21.03.2018                  | Найкращий монтаж                                       | Стефано Краверо                                                                    | Номінація                   | [ 4 ] [ 5 ]                 |
| Премія «Давид ді Донателло»            | 21.03.2018                  | Найкращий звук                                         | Адріано Ді Лоренцо, Альберто Падоан, Марк Бастьєн, Ерік Граттепайн, Франко Піскопо | Перемога                    | [ 4 ] [ 5 ]                 |
| Премія «Магрітт»                       | 02.02.2019                  | Найкращий фільм спільного виробництва                  | Ніко, 1988                                                                         | Номінація                   | [ 9 ]                       |